# 力怎頭

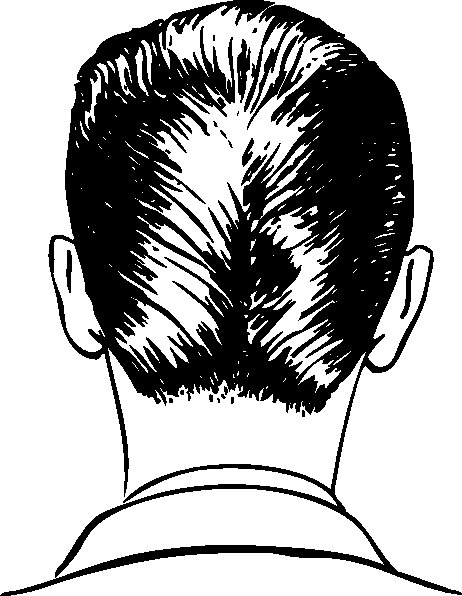
力怎頭圖示

力怎頭（Regent hairstyle），是為一種髮型，是將兩旁的頭髮往後梳，剛好後面的髮型會變成跟Ｉ字型，這個弧度跟英國倫敦西區的一條主要街道「攝政街」很像，所以以此為命名。
1950至1960年代初期的洛卡比里、搖滾歌手們都會梳著力怎頭。當時主要以側後梳力怎頭為主流。最主要的代表是艾維斯·普里斯萊，他在55~56年所梳的力怎頭十分有藝術美感。1980年代則有Stray Cats等的新力怎頭的型態登場。（又稱之為超級力怎頭）

## 特徵

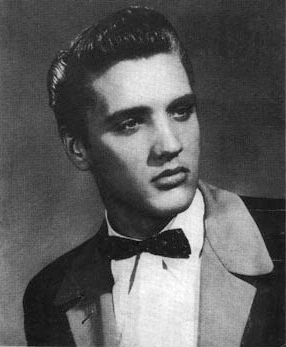
埃尔维斯·普雷斯利（1954年）

用髮蠟等把整頭頭髮塗滿，由兩旁將頭髮往後梳，後面的頭髮梳得像鴨尾巴的樣子，前面的頭髮稍微地往上立或是稍微弄成蓬鬆的髮型，也被稱做油頭、飛機頭或浪子頭。在美國叫做「pompadour」，英國則叫做「quiff」，日本稱之為。力怎頭則是取自日文的發音，另外有「怎麼使用手的力量來梳頭」這樣的意思，與油頭及飛機頭的唸法仍有不同的意思。

## 種類
1. Sideback力怎頭

是力怎頭當中最普遍的髮型。特別是50年代的rockabilly歌手都梳這種頭。特徵是兩旁的頭髮像扇子般地往後梳，後面的頭髮梳成ducktail。頭髮由前梳到後，像Regent Street的樣子，做出Ｓ形的模樣。主要是靠髮蠟與梳子來造型比較多。
2. Flat top

前髮非常地短幾乎是完全立起來，是它的特徵。跟Sideback一樣，由兩側向後做出Ducktail的髮流。這種髮型也是50年代力怎頭的一種。
3. Quiff

把前髮用吹風機及梳子往內側卷起來，垂在額頭前是它的特徵。這種造型的情況下，因為非常重視前髮的高度與卷的方式。前髮的部分不是用髮蠟而是使用Super hard 噴霧的機會比較多。兩旁的頭髮用髮蠟往後梳。是在英國的Teddy boy之間流行的髮型。
4. Super力怎頭

頭頂的頭髮燙成大量髮量,兩旁的頭髮用髮蠟往後梳的一種造型。Rockabilly Revival(復活洛卡比里)時產生的髮型，也是Neo Rockabilly 登場的髮型之一

## 主要的力怎頭名人
- Sideback力怎頭：艾維斯·普里斯萊、Eddie Cochran
- Flat top力怎頭：Mac curtis、Ronnie Dawnson
- Super力怎頭：Stray Cats

## 虛構作品中
JoJo的奇妙冒險不滅鑽石中的角色東方仗助梳著非常誇張的飛機頭，若嘲笑他的髮型將會招來他強烈的怒火。